# Longlaville
Longlaville är en kommun i departementet Meurthe-et-Moselle i regionen Grand Est (tidigare regionen Lorraine) i nordöstra Frankrike. Kommunen ligger i kantonen Herserange som tillhör arrondissementet Briey. År 2022 hade Longlaville 2 373 invånare.

## Befolkningsutveckling
Antalet invånare i kommunen Longlaville
| Referens: INSEE |